# Metalepta
Metalepta là một chi bọ cánh cứng trong họ Chrysomelidae.
Chi này được miêu tả khoa học năm 1861 bởi Baly.

## Các loài
Các loài trong chi này gồm:
- Metalepta degandii Baly, 1961
- Metalepta tuberculata Baly, 1861